# Violant của Aragón
Violant của Aragon (tiếng Aragon: Violant d'Aragón, tiếng Tây Ban Nha: Yolanda de Aragón, tiếng Pháp: Yolande d'Aragon; 11 tháng 8 năm 1384 - 14 tháng 11 năm 1442) là một người yêu sách ngai vàng và là người nắm giữ vương hiệu hoàng gia của vương quốc Aragon, vương quốc của vương quốc Napoli, Nữ công tước xứ Anjou, Nữ bá tước xứ Provence, và nhiếp chính của Provence trong thời thiểu số của con trai bà. Bà là con gái của John I của Aragon và Yolande của Bar (con gái của Robert I, Công tước xứ Bar, và Marie của Valois). Yolande đã đóng một vai trò quan trọng trong các cuộc đấu tranh giữa Pháp và Anh, ảnh hưởng đến các sự kiện như tài trợ cho quân đội của Joan xứ Arc vào năm 1429, giúp thúc đẩy sự cân bằng có lợi cho Pháp. Yolande đã được cho rằng bà có đóng góp một phần khá quan trọng cuộc chiến tranh trăm năm giữa Anh và Pháp, giúp cho Pháp đạt kết quả thắng lợi vào năm 1453.